# Microphontes
Microphontes is een vliegengeslacht uit de familie van de roofvliegen (Asilidae).

## Soorten
- M. megoura Londt, 1994
- M. safra Londt, 1994
- M. whittingtoni Londt, 1994